# Albert Richter
Albert Richter (Colonia, 14 ottobre 1912 – Lörrach, 2 gennaio 1940) è stato un ciclista su strada e pistard tedesco, campione del mondo nella velocità tra i dilettanti nel 1932.
Soprannominato Il tedesco a otto cilindri, con i suoi atteggiamenti rifiutò l'assoggettamento della sua figura sportiva al regime nazista. Fu prelevato alla dogana dalla Gestapo, mentre su un treno lasciava la Germania per riparare in Svizzera. Morì poco dopo, ma della sua vera sorte non si è saputo più nulla di certo. Il comunicato ufficiale della Gestapo parlò di "suicidio per impiccagione".

## Le origini
Albert Richter, conosciuto tra gli amici come Teddy,
crebbe al numero 72 di Sömmeringstraße a Ehrenfeld, un sobborgo di Colonia, come uno dei tre figli di un musicista di talento. Charles imparò a suonare il sassofono, Josef il clarinetto e Albert il violino.
Secondo alcune fonti era un intonacatore ma Albert, insieme a suo padre e al fratello Charles, lavorò in un'azienda familiare dedita alla produzione di figurine in gesso, rimanendo spesso a corto di lavoro negli anni della Grande depressione. Impiegava così, segretamente, il suo tempo libero al velodromo di Colonia, allenandosi all'insaputa del padre che disapprovava. Corse alle prime gare, su strada e su pista, all'età di 16 anni. Suo padre venne a saperlo quando Albert si ruppe la clavicola in una caduta da bicicletta. I suoi risultati, tuttavia, attrassero l'attenzione di Ernst Berliner, un ex campione di ciclismo che conduceva in città un commercio di mobili ma aveva anche una buona reputazione come allenatore di ciclismo. Berliner era ebreo e il suo negozio aveva subito per questo frequenti saccheggi ad opera delle camicie brune.
Nel 1932, dopo la vittoria al Grand Prix de Paris, Richter sperava di essere incluso nella rappresentanza per i Giochi della X Olimpiade di Los Angeles, ma rimase deluso perché la sua federazione sportiva non poteva permettersi il prezzo della sua trasferta.
Richter fu però a Roma, dove il 3 settembre vinse il campionato del mondo dilettanti su pista. Al suo ritorno a Colonia fu accolto con entusiasmo.

## Carriera professionistica
Passò quindi al professionismo e Berliner lo mandò a Parigi, che era il più importante centro in Europa per il ciclismo su pista.
Agnès Granjon ha scritto nella sua breve biografia:
Richter viveva a Parigi e passò più tempo all'estero che nel suo paese, in parte perché le Sei giorni non potevano essere proficuamente tenute in Germania dopo le regole approvate dal regime nazista il 1º gennaio 1934, in parte perché in Germania non vi erano antagonisti al suo livello.
Richter non tenne nascosta la sua opposizione alla salita al potere di Hitler e del suo Nazionalsocialismo. Sepp Dinkelkamp, uno sprinter svizzero, ebbe così ad affermare:
Richter entrò a far parte di un circo itinerante di velocisti di cui facevano parte anche Jef Scherens e Louis Gérardin. Richter rifiutò di indossare durante le corse un jersey tedesco con la svastica, preferendogli un abbigliamento vecchio stile con la tradizionale aquila teutonica. Fu sul podio in tutti i Campionati del mondo di ciclismo su pista a cui prese parte dal 1933 al 1939, anche se non vinse mai la medaglia d'oro. Scherens vinse il campionato mondiale dal 1932 al 1937. Richter arrivò terzo nel 1933, piazzandosi dietro di lui e Lucien Michard. Nei due anni seguenti Scherens, Richter e Gérardin si classificarono sempre in quest'ordine. Nel 1936 Richter e Gérardin si scambiarono di posto. Nel 1937 e nel 1938 Richter si classificò ancora terzo.

## Fuga dalla Germania
Furono due ciclisti che Richter batteva regolarmente - Werner Miethe e Peter Steffes - ad avere un ruolo nella vicenda che portò alla sua morte. Lon Pullen disse:
Rimase nel paese ancora per un po' e occasionalmente fece anche il saluto nazista ma si rifiutò di fare la spia durante i suoi viaggi all'estero. Vinse una medaglia di bronzo ai campionati mondiali del 1939, ma quell'anno le gare non furono portate a termine per le notizie che giungevano, a un certo punto, sull'invasione della Polonia da parte della Germania. Decise allora di sottrarsi alla chiamata alle armi, soprattutto perché questa avrebbe significato dover sparare ai francesi.. Avrebbe voluto invece riparare in Svizzera dopo aver corso il Grand Prix di Berlino nella Deutschlandhalle il 9 dicembre. Richter aveva degli amici in Svizzera, una famiglia di nome Suter, con i quali progettava di gestire un hotel a Engelberg.
Chiamò Berliner, che lo esortò a non far ritorno in Germania. Riferì anche a Berliner che un fioraio di Colonia, un uomo chiamato Schweizer, gli aveva chiesto di portargli all'estero della valuta in quell'occasione. Andando contro il parere di Berliner, Richter fece ritorno a Berlino, dove vinse il Grand prix, la sua ultima vittoria.

## Palmarès
- 1932 Campionati del mondo, Velocità dilettanti: vincitore

- 1934 e 1938 Gran Premio di Parigi velocità professionisti: vincitore
- 1933, 1934, 1935, 1936, 1937, 1938 e 1939  Campione di Germania di velocità professionisti

## Piazzamenti

### Competizioni mondiali
- Campionati del mondo su pista

Parigi 1933 - Velocità professionisti: 3°
Lipsia 1934 - Velocità professionisti: 2°
Bruxelles 1935 - Velocità professionisti: 2°
Zurigo 1936 - Velocità professionisti: 3°
Copenaghen 1937 - Velocità professionisti: 3°
Amsterdam 1938 - Velocità professionisti: 3°
Milano 1939 - Velocità professionisti: 3°